# 니콜 퍼게르
니콜 퍼게르(Nicole Fugere, 1986년 9월 25일 ~ )는 미국의 배우, 모델, 텔레비전 배우, 영화배우이다.

## 영화
- 아담스 패밀리 3 (1998년)
- 아담스 패밀리 - TV 시리즈 (1998년) - 웬즈데이 역
- 씽스 아이 네버 톨드 유 (1996년)